# Dokument fundacyjny klasztoru cystersów w Łeknie

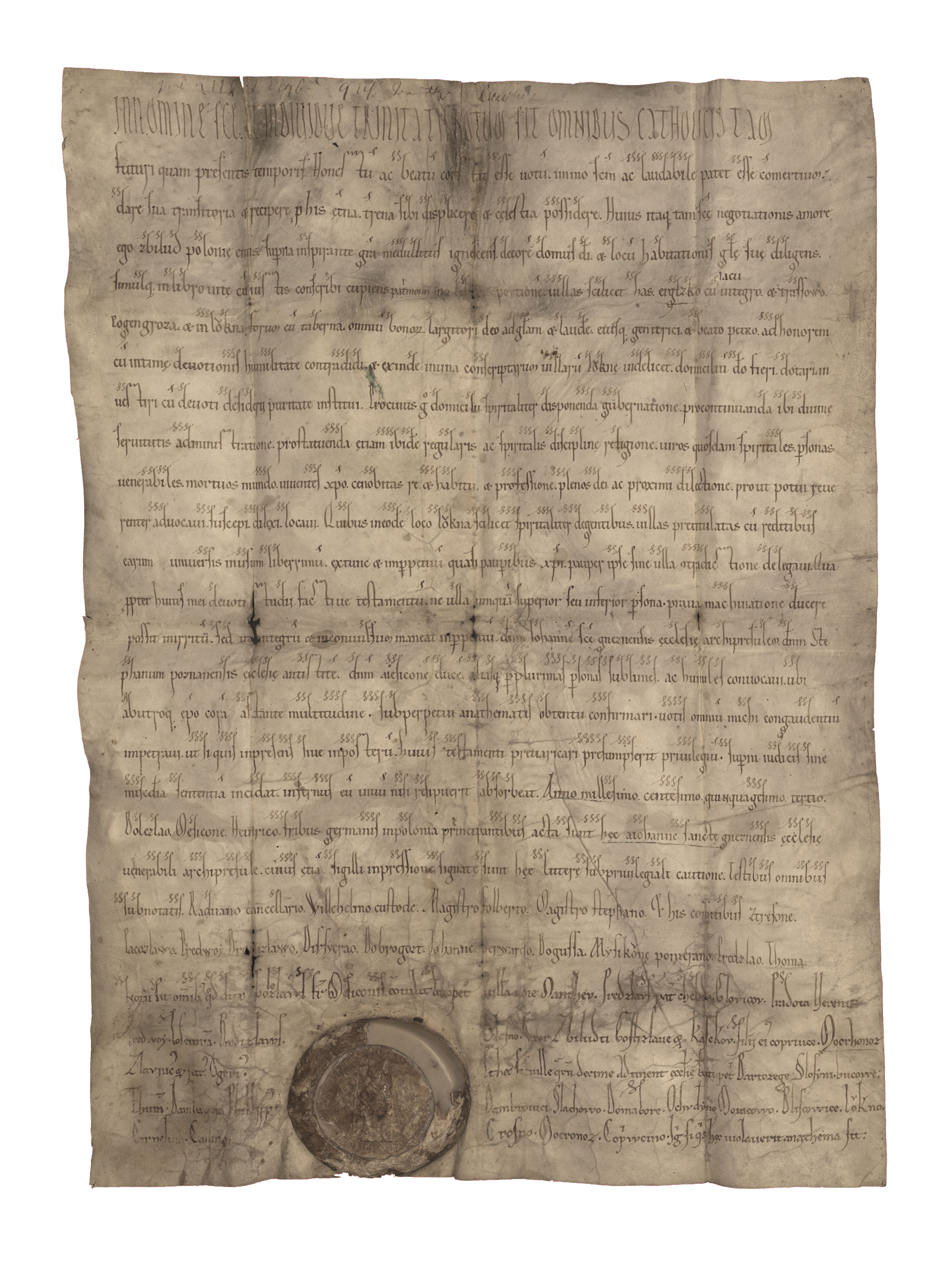
Dokument fundacyjny klasztoru w Łeknie ze zbiorów Archiwum Państwowego w Poznaniu

Dokument fundacyjny klasztoru cysterskiego w Łeknie – dokument, na mocy którego Zbylut z rodu Pałuków ufundował klasztor dla cysterskich zakonników w Łeknie w roku 1153. Jest to najstarszy dokument erygujący klasztor na ziemiach polskich, który się zachował do dziś. Występuje w trzech egzemplarzach. W 2016 został wpisany na Polską Listę Krajową Programu UNESCO Pamięć Świata.

## Charakterystyka zewnętrzna dokumentu
Pierwszy z nich nazywany jest egzemplarzem „poznańskim”. Obecnie przechowywany jest w Archiwum Państwowym w Poznaniu. Został wystawiony na pergaminie o wymiarach 395 x 580 mm oraz jest potwierdzony pieczęcią arcybiskupa Jana. Egzemplarz poznański dokumentu łekneńskiego uznaje się bezsprzecznie za oryginał. Ponadto pozostały jeszcze dwa egzemplarze, a od miejsca przechowywania w Archiwum Archidiecezjalnym w Gnieźnie – w literaturze przyjęto je określać mianem „gnieźnieńskich” – I oraz II. Egzemplarz „gnieźnieński I”, który także jest oryginałem, to pergaminowy dokument o wymiarach 342 x 238 mm. Opatrzony był pieczęcią, która nie zachowała się. Drugi z dokumentów „gnieźnieńskich” jest egzemplarzem o większych wymiarach niż dwa wyżej wymienione (495 x 638 mm) i nie został opieczętowany. Historycy starali się określić wzajemny stosunek poszczególnych egzemplarzy względem siebie. Po wieloletnich dyskusjach stwierdzono, że egzemplarz „poznański” oraz „gnieźnieński I” są równorzędnymi oryginałami, spisanymi prawdopodobnie w momencie fundacji klasztoru cysterskiego w Łeknie. Dokument „gnieźnieński II” jest kopią poznańskiego, a powstał pod koniec XII wieku podczas sprawowania funkcji arcybiskupa gnieźnieńskiego przez Piotra, którego lata pontyfikatu należy umiejscowić między 1190 a 1198.

## Data dzienna wystawienia dokumentu „poznańskiego”
Wiele niejasności budzi kwestia dokładnego sprecyzowania daty wystawienia aktu „poznańskiego”. Brygida Kürbis zgodnie z wykładnią swych poprzedników (m.in. Z. Kozłowskiej-Budkowskiej, czy T. Przybysza) próbowała odtworzyć datę dzienną wystawienia dokumentu. Powołując się na wezwanie kościoła, który wcześniej już w Łeknie istniał – mianowicie kościoła pod wezwaniem św. Piotra, wysunęła hipotezę, że mogło to mieć miejsce w dniu święta patrona, tj. 29 czerwca. W opozycji stoi Andrzej Marek Wyrwa, który uważa to wręcz za niemożliwe, jeśli uzna się przekaz z nekrologu wągrowieckiego za prawdziwy. Według niego bardziej odpowiednim byłoby powiązanie tego wydarzenia z dniem św. Wojciecha (23 kwietnia), z czym mogła się łączyć tradycja o pochodzeniu fundatora Zbyluta z rodu Sławnikowiców .

## Pieczęć
Z dwóch oryginałów tylko dokument „poznański” posiada pieczęć. Dokument ten jest najstarszym na ziemiach polskich zachowanym dokumentem zatwierdzonym pieczęcią bezpośrednio na pergaminie. Znajduje się ona na środku aktu. 
Wyobrażenie pieczętne przedstawia wizerunek arcybiskupa gnieźnieńskiego Jana, siedzącego na tronie zakończonym zwierzęcymi łapami i głowami. Arcybiskup ma na sobie infułę oraz paliusz. W lewej ręce trzyma księgę, w prawej zaś pastorał. Napis napieczętny biegnie od lewej ku prawej stronie i określa właściciela pieczęci: + SIGILLUM IOHANNIS ARCHEPISCOPI POLONIE.
Pieczęć w akcie „gnieźnieńskim I” nie dotrwała do naszych czasów. Obecnie pozostał po niej jedynie niewielki otwór po lewej stronie w dolnej części dokumentu.

## Pismo (dukt)
Zauważa się brak wpływu gotyku na pismo z dyplomu „poznańskiego” i „gnieźnieńskiego I”. O cechach romańskich świadczą zaś zaokrąglone laseczki przy literach i, u, m, n, brzuszki przy b i h, oraz dolne zakończenia liter l i t. W obydwóch dokumentach dostrzeżono także podobieństwa w piśmie liter: h, M, B, P. Drobne różnice, aczkolwiek prawie niezauważalne, zaobserwowano w literach A i g. Ponadto pismo w egzemplarzu poznańskim „jest grubsze i większe”. Natomiast w dokumencie „gnieźnieńskim II” oraz w dopisku, jak zaznaczono, występują gotyckie załamania liter, bowiem załamania laseczek przy i, t, m, n są ostre. Cechą wspólną wszystkich trzech egzemplarzy, która wyróżnia je spośród innych dokumentów dwunastowiecznych, jest zaczynanie górnych laseczek w literach s, l, h, oraz często w d i b od szeregu pionowych pętelek równoległych do linii pisma. Karol Maleczyński wysunął tezę o wpływie leodyjskiej szkoły pisarskiej na zapis w dokumencie. Na poparcie swojej tezy wskazał na związki Polski z Leodium w wieku dwunastym oraz podkreśla charakterystyczny kształt A, a także „wężowate formy dolnych laseczek przy p i r”, bardzo typowe dla dokumentów biskupów leodyjskich. Dokument najprawdopodobniej został spisany przez cudzoziemca.

## Formularz i styl
Dyplom łekneński składa się z elementów typowych dla dokumentów średniowiecznych. Rozpoczyna się inwokacją, następnie występują kolejno: promulgacja, arenga, narracja, dyspozycja z formułą perpetuacyjną (zwykle brzmiącą: Ad perpetuam rei memoriam), wiadomość o konwokacji zgromadzenia i dokonaniu akcji prawnej, sankcja negatywna, datacja, korroboracja. Dokument zakończony jest listą świadków.
Inwokacja, dość tradycyjna w dyplomach z XII wieku, rozpoczyna się od słów: In nomine sancte et indiuidue Trinitatis, co nawiązuje zapewne do ówczesnych sporów na temat Trójcy Świętej. Pojawiająca się tutaj promulgacja jest według B. Kürbis „jakby urwana”. Arenga informuje o szczytnej idei fundatora Zbyluta. W narracji ukazany on został jako persona bardzo pobożna, wręcz osiągająca rangę duchowną. W dyspozycji zostały wymienione nadania dla nowego klasztoru, a także zamieszczona jest laudacja wystawcy oraz odbiorcy. Dokument łekneński w przeciwieństwie do jędrzejowskiego nie nazywa „po imieniu” cystersów, a określa ich jako „zakonników o wzniosłej duchowości, umarłych światu, a żyjących Chrystusowi”. Dyspozycję kończy formuła perpetuacyjna, wyrażająca życzenie, by postanowienia dokumentu były wiecznotrwałe. Korroboracja, mówiąca o zmieszczeniu na dokumencie pieczęci arcybiskupa, wiąże się z informacją o powołaniu zgromadzenia, gdzie pierwszą osobą jest arcybiskup Jan, następnie biskup poznański Stefan oraz książę Mieszko. Sankcja negatywna ostrzega przed wiecznym potępieniem każdego, kto złamie orzeczenia występujące w dokumencie. Dyplom zakończony jest wykazem świadków. Styl dokumentu jest bardzo podniosły i wyszukany. Jednakże zdarzają się błędy w pisowni, na przykład zamiast słowa spirituales użyto spiritales. Ogromne wrażenie robi forma estetyczna tego dyplomu, gdyż napisany on został w formie 41 rymujących się wierszy upiększonych dodatkowo cursusem. Znajdziemy w nim rymy środkowe jedno i trzyzgłoskowe, a także jeden rym krzyżujący się.